# Mikulovice (Jeseníki járás)
Mikulovice település Csehországban, a Jeseníki járásban. Mikulovice Hradec-Nová Ves, Zlaté Hory, Písečná, Velké Kunětice, Česká Ves, Jeseník és Głuchołazy településekkel határos. Lakosainak száma 2524 fő (2024. január 1.).

## Népesség
A település lakosságának változását az alábbi diagram mutatja:
| Lakosok száma | 4014 | 4897 | 4688 | 2436 | 2813 | 2782 | 2619 | 2525 | 2483 | 2524 |
|               | 1869 | 1890 | 1921 | 1950 | 1980 | 2001 | 2017 | 2019 | 2022 | 2024 |